# Lijst van Nederlandse leenwoorden in het Amerikaans-Engels
Beïnvloed door de komst van de Nederlanders naar Noord-Amerika, en de stichting van de kolonie Nieuw-Nederland in 1624, vindt men tegenwoordig in het Amerikaans-Engels nog steeds een aantal leenwoorden uit de Nederlandse taal. 

## Voorbeelden
Enige voorzichtigheid moet worden betracht in onderstaande lijst. Van sommige woorden is de etymologische oorsprong niet geheel helder en het is daarom goed mogelijk dat de oorsprong van enkele woorden uiteindelijk kan worden herleid tot het Middel- of Oudsaksisch. Voorbeelden van alledaagse Amerikaans-Engelse woorden van Nederlandse oorsprong zijn:
- Aloof - van "aan loef(zijde)"
- Apartheid - van "apartheid"
- Apple tort - van “appeltaart”
- Avast - van "houvast"
- Berm - van "berm"
- Bluff - van "bluffen"
- Boss - van "baas"
- Brandy - van "brandewijn"
- Brooklyn - van "Breukelen"
- Bulwark - van "bolwerk"
- Bundle - van "bundel"
- Buoy - van "boei"
- Caboose - van "kabuis"
- Candy - van "kandij"
- Coleslaw - van "koolsla"
- Cookie - van "koekje" / "koekie" (in de Britse eilanden heet het een "biscuit")
- Cruller (een soort gebak/donut, dat een gedraaide vorm heeft) - van "krul"
- Decoy - van "eendenkooi"
- Dollar - van "daalder"
- Dope - van "doop"
- Drug - via het Franse "drogue" van het Nederlandse "droog"
- Drugstore - van Nederlands "drogist"
- Dyke - van "dijk"
- Easel - van "ezel"
- Etch - van "etsen"
- Filibuster - via Spaans "filibustero" en Frans "flibustier" van Nederlands "vrijbuiter"
- Freight - van "vracht"
- Furlough - van "verlof"
- Frolic - van "vrolijk"
- Gin - van "jenever"
- Grab - van Middelnederlands "grabben"
- Halibut - van "heilbot"
- Haul - van "halen"
- Hex - van Nederlands "heks"
- Hoist - van "hijsen"
- Iceberg - van "ijsberg" (mogelijk ook van Deens "isbjerg" of Zweeds "isberg")
- Keelhaul - van "kielhalen"
- Knapsack - van "knapzak"
- Landscape - van "landschap"
- Lantern pole - van "lantaarnpaal"
- Maelstrom - van "maalstroom" (waarschijnlijk Noors van oorsprong)
- Manikin - van "manneken" (Vlaams)
- Mannequin - van "manneken" (Vlaams)
- Pit (van een vrucht) - van "pit" (in de Britse eilanden heet het een "stone")
- Polder - van "polder"
- Pump - van "pomp"
- Reckoning - van "rekening"
- Roster - van "rooster"
- Santa Claus - van "Sinterklaas"
- Scone - van "schoon"
- Skate - van "schaats"
- Sketch - van "schets"
- Skipper - van "schipper"
- Sled - van Middelnederlands "sledde"
- Sleigh - van "slee"
- Sloop - van "sloep"
- Smelt - van "smelten"
- Smuggle - van "smokkelen"
- Snoop - van "snoepen"
- Splinter - van "splinter"
- Split - van "splijten"
- Spook - van "spook"
- Starboard - van "stuurboord"
- Steer - van Nederlands "stier" ("bull" in de Britse eilanden, afkomstig van Normandisch-Frans)
- Stoop - van "stoep"
- Stove - van "stoof"
- Trigger - van "trekker"
- Wack - van 'zwak' of 'gek'
- Waffle - van "wafel"
- Wagon - van "wagen"
- Winkle-hawk - "winkelhaak" (scheur in textiel)
- Yankee - van "Jan-Kees" of "Janke", de meningen zijn verdeeld
- Wildebeest - van wild beest is Gnoe

Buiten deze lijst zijn er nog Nederlandse woorden die in het algemene Engels zijn opgenomen, dat wil zeggen woorden die ook voorkomen in het Engels dat in Groot-Brittannië gesproken wordt (een voorbeeld is "yacht", dat van het Nederlandse woord "jacht" komt).